# Consul
A Consul é uma empresa brasileira de eletrodomésticos, fundada por Guilherme Holderegger (originalmente Wilhelm Holderegger) e Rodolfo Stutzer (primeiramente Rudolf Stutzer), no estado de Santa Catarina. A marca foi uma das fundadoras da Embraco (uma empresa de gás para refrigerador). Posteriormente, em parceria com a Brastemp, criou a Multibrás. Em 1997, a empresa foi adquirida pela Whirlpool Corporation como parte desta ter comprado a Brasmotor (dona da Consul até então), sendo esta considerada a maior fabricante de eletrodomésticos do mundo, com vendas anuais em 19 bilhões de dólares. A Whirlpool vendeu a Embraco em 2018.
No início da sua fundação, a Consul tinha como estrutura física um pequeno galpão de 680 m², onde se encontra instalado hoje o Hospital Infantil Dr. Jeser Amarante Faria, produzindo refrigeradores de pequeno e médio portes.

## Empresa

### Produtos
O primeiro produto a ser lançado pela Consul foi o refrigerador Q-300, que funcionava à base de querosene, tinha linhas arredondadas e uma logomarca semelhante à caligrafia do Cônsul Carlos Renaux. Pioneiramente o modelo possuía um freezer na parte inferior e a geladeira na parte superior. No decorrer da década de 1950 a Consul lançou o "pai dos frigobares", de nome Consul Junior.
Na década de 1960 a marca, junto a uma agência publicitária, lançou um leão-marinho para ser o garoto propaganda e os refrigeradores com isolamento em poliuretano (o que preservava a temperatura dos alimentos conservados). Na década de 1970, a empresa começou a produção de ar-condicionado, até então o único produzido em território nacional.
Na década de 1980, a empresa lançou o refrigerador Consul 3T, contendo espaço para alimentos do dia-a-dia, um congelador e um umidificador para as leguminosas. Em 1993 foi inaugurada a terceira fábrica da empresa, que no mesmo ano fez o lançamento do seu primeiro refrigerador slim. Entre as décadas de 2000 e 2010, a Consul lançou o refrigerador Aquarela. Após isto, a marca começou a produção de sua geladeira "duplex", com uma variação em suas cores. No ano de 2014, foi lançada uma linha de produtos desta marca para cervejeiros. Por sua vez, um modelo de "geladeira inteligente" foi lançada em 2018, levando o nome da marca Consul.

### Fábricas
Seguem-se, abaixo, as fábricas em operação da marca Consul.
- Joinville: inaugurada em 1971, nesta unidade são produzidas geladeiras, freezers e secadoras, além de nela estarem instalados centros de tecnologia e laboratórios para análise de produtos.[13][14]
- Manaus: possuindo 28 661,92 m² de área construída e cercada pela floresta amazônica, esta unidade (nomeada como Brastemp da Amazônia) é responsável pela produção dos condicionadores de ar e microondas da marca.[15][16]
- Rio Claro: com 34 613,13 m² de área construída (cujo terreno total é de 413 103,75 m²), esta unidade foi inaugurada em 13 de julho de 1990, sendo responsável pela fabricação das lavadoras de roupas, lava-louças, fogões e cooktops da marca.[17]
  - A unidade de São Paulo (com 53.820 m² de área construída) foi fechada em 2007. Com isto, a fabricação de fogões foi transferida para a cidade de Rio Claro.[18]

### Sustentabilidade e programas sociais
Nenhum refrigerador Consul usa mais o gás nocivo à camada de ozônio, o CFC. Desde o final de 2000, é utilizado o gás HFC que não faz mal à camada de ozônio. A Consul, por intermédio da Whirpool, se antecipou aos prazos estipulados por entidades internacionais e assumiu efetivamente um programa de compromisso voltado para a preservação ambiental. Desde 1988, participa dos programas do governo brasileiro para reduzir as emissões de gases nocivos à camada de ozônio.
No âmbito geral, a Whirpool segue um programa de práticas com inovação sustentável, o que abrange tópicos sensíveis como meio ambiente e sustentabilidade, implicando no impacto social de tais medidas. Um dos modelos de lavadoras Consul serve de modelo, por garantir o uso sustentável da água e proporcionar um economia anual para os seus clientes.
O programa de empreendedorismo feminino, por meio do Instituto Consulado da Mulher e do programa Mulher Empreendedora, é uma das práticas sociais da empresa por meio da marca Consul. O Consulado atua diretamente com o programa em cada região onde existe uma fábrica da mesma em atividade, enquanto outras localidades são atendidas por entidades sociais parceiras que replicam a mesma metodologia.

### Premiações
A marca Consul, especialmente no que tange a sua linha de refrigeradores, tem aparecido entre os líderes do Top of Mind desta categoria desde a sua primeira edição, em 1992. Na edição de 2000, cresceu a rivalidade desta marca com a Brastemp. Em 2017, a empresa obteve a sua vigésima sétima conquista desta premiação.
Por sua vez, na categoria refrigeradores em 2018, a Consul manteve-se como a mais lembrada segundo o Top of Mind do ano.